# U–191
Az U–191 tengeralattjárót a német haditengerészet rendelte a brémai AG Wessertől 1940. november 4-én. A hajót 1942. október 20-án vették hadrendbe. Egy harci küldetése volt, egy hajót küldött a tenger fenekére.

## Pályafutása
Az U–191 1943. március 17-én Bergenből futott ki első és egyetlen harci küldetésére Helmut Fiehn kapitány irányításával. Izlandot északról kerülte meg, majd az Atlanti-óceán északi részén vadászott.
1943. április 21-én a tengeralattjáró két torpedót lőtt ki a Scebeli nevű norvég teherszállítóra, amely 2300 zsák postai küldeményt vitt rakterében. Az egyik torpedó eltalálta az orr bal oldalát, és a hajó élesen megdőlt. A legénység három mentőcsónakban hagyta el a süllyedő hajót. Később, két ember kivételével, valamennyiüket megmentették a konvojt kísérő hadihajók.
Két nappal később a brit HMS Hesperus romboló megtámadta a tengeralattjárót a Farvel-foktól délkeletre, és mélységi bombákkal elsüllyesztette. A legénység valamennyi, 55 tagja odaveszett.

## Kapitány
| Név          | Kezdőnap          | Zárónap           |
| ------------ | ----------------- | ----------------- |
| Helmut Fiehn | 1942. október 20. | 1943. április 23. |

## Őrjárat
| Indulás | Indulónap         | Érkezés | Zárónap           |
| ------- | ----------------- | ------- | ----------------- |
| Bergen  | 1943. március 17. | *       | 1943. április 23. |

* A tengeralattjáró nem érte el úti célját, elsüllyesztették

## Elsüllyesztett hajó
| Dátum             | Hajó neve | Nemzetisége | Brt  | Konvoj |
| ----------------- | --------- | ----------- | ---- | ------ |
| 1943. április 21. | Scebeli   | Norvégia    | 3025 | ON–178 |